# Maiak (Kixtim)
|  | Aquest article tracta sobre les instal·lacions de l'óblast de Txeliàbinsk. Vegeu-ne altres significats a «Maiak». |

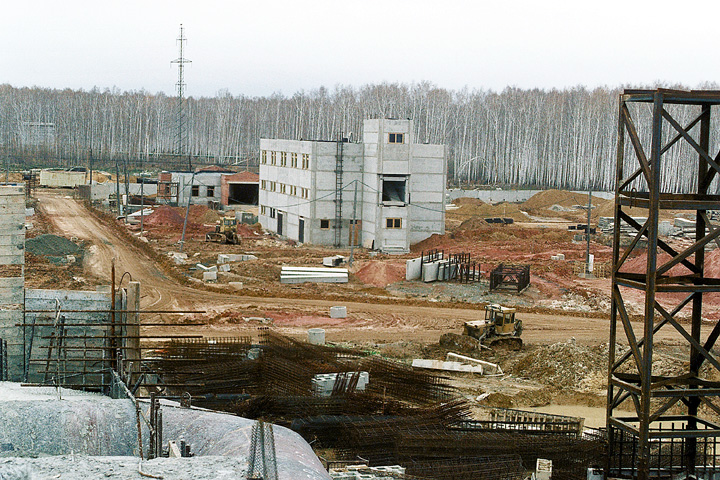
Magatzem de material fissible a Maiak

Maiak o Associació de Producció de Maiak (en rus: Маяк производственное объединение, a on Маяк significa "far") és el nom amb què es coneix un complex amb equipaments nuclears que es troba entre les ciutats de Kaslí i Kixtim, a l'óblast de Txeliàbinsk, Rússia. La ciutat més propera és Oziorsk, i està a uns 1500 km de Moscou. És un dels punts del planeta amb més contaminació per materials radioactius, tot i que és poc famós perquè les autoritats soviètiques van intentar amagar durant 30 anys les fugues nuclears que s'hi han anat produint.

## Història de la planta
Després de la Segona Guerra Mundial, es va veure que la bomba atòmica havia estat decisiva, i per això els russos van iniciar la carrera nuclear per poder fabricar-la. L'eix central d'aquest projecte era la futura planta de Maiak, que havia de servir per a produir plutoni. La planta va ésser construïda molt ràpidament i en absolut secret durant el període de 1945 - 1948. La ciutat i el complex van ser anomenats Txeliàbinsk-40 i posteriorment Txeliàbinsk-65. Finalment, a partir de 1994 va passar a anomenar-se Oziorsk. El primer reactor nuclear va estar a punt a partir de desembre de 1948.

## Fuites importants
Al complex nuclear de Maiak s'hi han produït nombroses fuites radioactives, que són les que han provocat que en l'actualitat es tracti d'un dels punts més contaminats del planeta. Les tres més importants són les que es detallen a continuació:
- Vessament deliberat de materials radioactius al riu Tetxa.
- Explosió en un edifici d'emmagatzematge de residus nuclears el 1957 (va assolir el nivell 6 segons l'escala INES).[3]
- Tempesta de vent que va escampar materials radioactius que provenien de sediments del llac Karachai el 1967.

Sumant totes aquestes – i d'altres – fuites, es creu que el total de radiació alliberada al medi ambient des de 1948 (quan es va inaugurar el complex) fins al 1990 és de 55.000 PBq (més gran que la de Txernòbil, que va ser d'uns 52.000 PBq).

### Vessament al riu Tetxa
Durant els primers anys, no es coneixien gaire les conseqüències de la radioactivitat sobre les persones i el medi. És per això que no es van tenir massa en compte les mesures de seguretat de la planta, que emetia partícules radioactives constantment. L'exemple més clar d'això és el fet que, especialment entre 1948 i 1956, es llençava l'aigua contaminada amb materials radioactius als llacs del voltant de la central i també directament al riu Tetxa, que més tard s'uneix al riu Obi. La població no estava informada, de manera que continuaven utilitzant l'aigua per a ús domèstic. Això va ocasionar greus problemes de salut per a la gent, i es parlava de la "malaltia del riu", donat que no es coneixia què s'estava fent a la planta. Tot i que encara no és clar quines conseqüències ha comportat per a la salut de les persones de la zona, es creu que fins a 124.000 persones van rebre dosis importants de radiació.

### Tragèdia de Kixtim
Aquest accident nuclear, que va tenir lloc el 29 de setembre de 1957, és el tercer més greu que s'ha produït en la història, darrere dels de Txernòbil i Fukushima, i rep el nivell 6 segons l'escala INES.
Tot va començar perquè es va espatllar el sistema de refrigeració d'un tanc que contenia residus radioactius. Això va provocar un gran escalfament, que va conduir a una sèrie de reaccions que van provocar una explosió química (i no nuclear). La gran força d'aquesta explosió (equivalent a 70–100 tones de TNT), va trencar la barrera de formigó i es van dispersar al medi ambient fins a la meitat del material contingut en el tanc. En total, es creu que entre 74 i 1850 PBq (entre 2 i 50 MCi) van ser alliberats.
Les conseqüències de l'accident van ser molt importants, tot i que no hi va haver cap treballador mort directament per l'explosió.

## Pàgines i documents interessants
- Review of the current status and operations at Mayak Production Association Arxivat 2016-03-03 a Wayback Machine.
- Pàgina en castellà de Greenpeace sobre Maiak  Arxivat 2011-08-20 a Wayback Machine.
- Article de Russia Now en anglès sobre Maiak Arxivat 2011-05-29 a Wayback Machine.
- Text en anglès sobre Maiak
- Vídeo de Greenpeace (en anglès) sobre Maiak